# Monte Emilius
Il monte Emilius (mont Émilius in francese) (3.559 m s.l.m.) è una montagna delle Alpi Graie, situata in Valle d'Aosta, nelle immediate vicinanze di Aosta. Si trova al confine tra i comuni Brissogne, Charvensod e Pollein. L'Unité des Communes valdôtaines Mont-Émilius, che riunisce 10 comuni della Plaine, prende il nome da questo monte.

## Toponimo

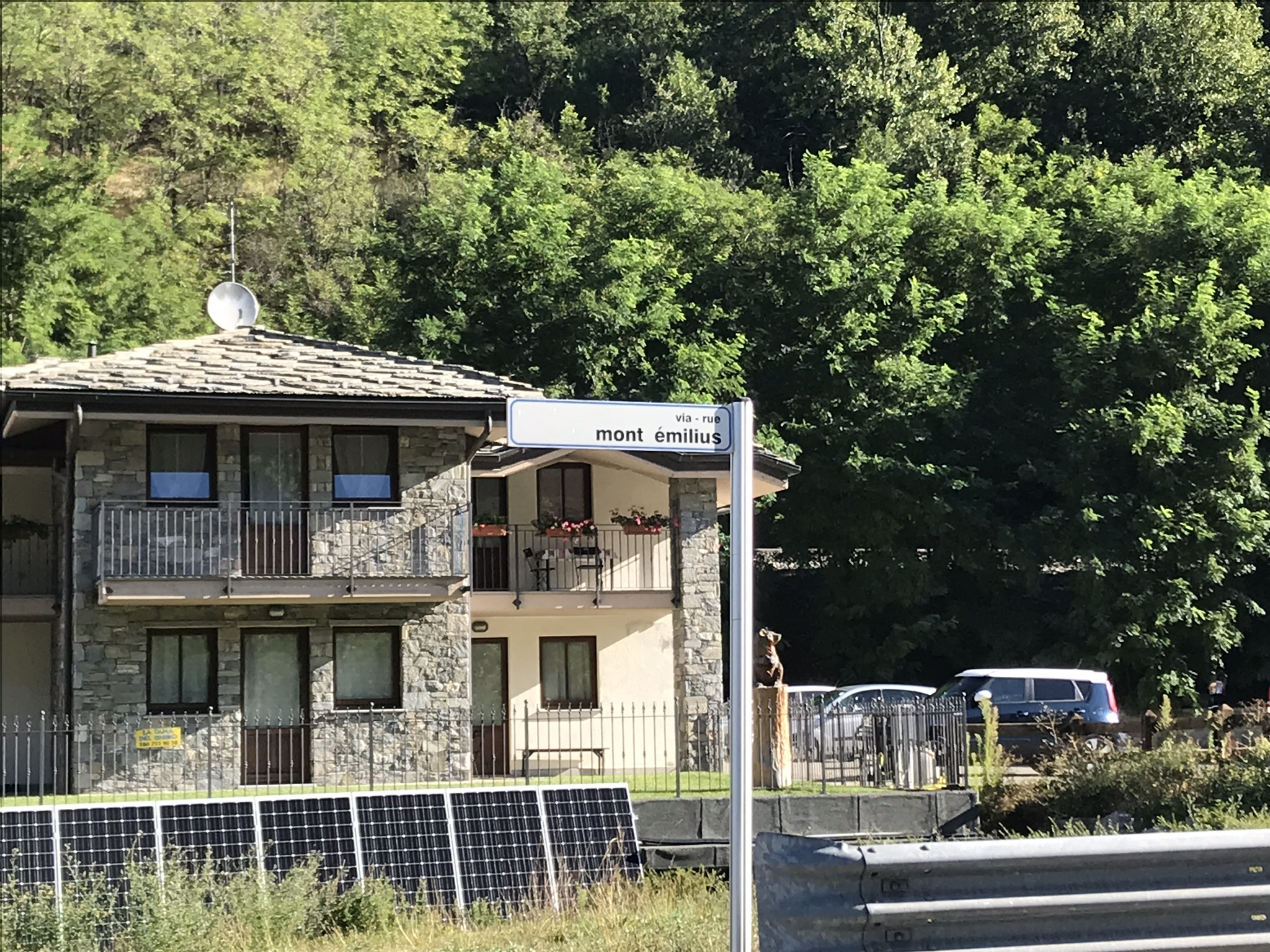
Rue mont-Émilius a Villefranche (Quart).

Un'ora prima di passare sulla cima della Becca di Nona, il sole passa sulla cima del monte Emilius. Prima del 1839, era conosciuto come Bec de dix heures, Pic Chamosser o Pic Chamoisier, ma in quell'anno, Georges Carrel (allora sacerdote, futuro priore della Collegiata di Sant'Orso) effettuò l'ascensione insieme a Émilie Argentier, figlia quattordicenne del medico e alpinista cognein Auguste Argentier (1830-1874), con l'obiettivo di promuovere la pratica dell'alpinismo. La vetta è stata quindi battezzata in onore della ragazza. I canonici di Aosta avevano pensato al nome Pic Pie o Mont-Pie, in onore del papa Pio IX, che avrebbe però dato luogo a un gioco di parole imbarazzante, in quanto pie in francese significa "gazza ladra".

## Geografia
Interessa i comuni di Brissogne, Charvensod  e Pollein. Geograficamente si trova a sud della città di Aosta e a nord di Cogne e della valle omonima.
Dalla sua vetta è possibile vedere, con un salto di tremila metri circa, la grande porzione del capoluogo valdostano che non è coperta dalla sagoma piramidale della Becca di Nona. In direzione sud, in condizioni di buona visibilità, è possibile scorgere anche il mare della Liguria. Non sono presenti rilievi più elevati nelle immediate vicinanze della montagna, che coprirebbero il panorama, e trovandosi nella zona centrale della regione si può godere, anche grazie ai 3559 metri di quota, di una impressionante e suggestiva visuale sull'ambiente circostante.
Dalla vetta si può avere una visione d'insieme su tutte le montagne circostanti e sui più importanti rilievi valdostani, e per questa ragione può essere definito a pieno titolo "il balcone panoramico" della Valle d'Aosta. Volgendo lo sguardo da sud a est si possono ammirare in particolare, tra le altre vette: la Punta Tersiva, il Massiccio del Gran Paradiso con la Grivola, il gruppo del Rutor, le Alpi del Monte Bianco con la Cima del Bianco e le Grandes Jorasses, il Grand Combin, fino al Cervino e al Massiccio del Monte Rosa.
Il Monte Emilius è separato dalla Becca di Nona dal Colle Carrel, che prende il nome da Georges Carrel.

## Salita alla vetta

### Prima salita
La vetta fu salita la prima volta dal canonico Georges Carrel nel 1826. Altre fonti riportano come primo salitore il medico Laurent Cerise, nel 1823. Il 5 settembre 1937, Gigi Panei e Lucien Salval scalarono in prima assoluta la parete nord-est della Tersiva.

### Oggi

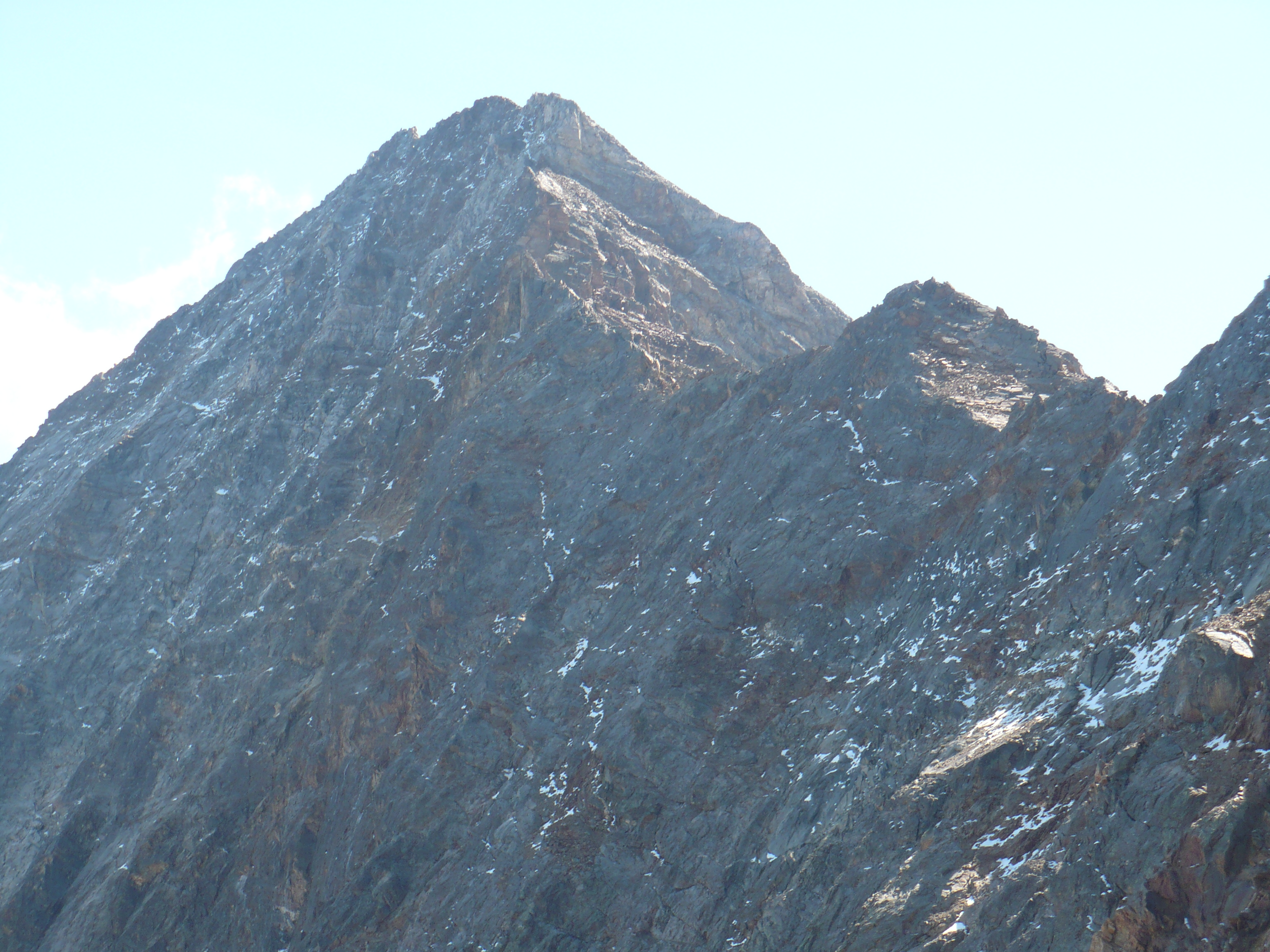
La vetta vista dal percorso della via ferrata.

Oggi la via normale di salita alla vetta parte da Pila e passa dal Rifugio Arbolle (2.507 m). Dal rifugio si costeggia il lago Arbolle fino ad arrivare al Col des Trois Capucins (3.241 m). Da questo colle, la salita, che avviene attraverso la cresta sud, non presenta particolari difficoltà tecniche, ma è particolarmente lunga.
È anche possibile giungere in vetta lungo la cresta nord-ovest usufruendo di una via ferrata, non difficile, ma lunga e adatta solo a chi ha la necessaria esperienza, che parte dal Bivacco Federico Zullo, posto sul Colle Carrel (raggiungibile seguendo l'itinerario di salita per la Becca di Nona).

## Area protetta
Il Mont Avic e il Monte Emilius sono una zona di protezione speciale (cod. ZPS IT1202020, 31544 ha)